# Halio
En la mitología griega, Halio (Ἅλιός) es hijo de Alcínoo y Arete y hermano de Nausícaa, Laodamante y Clitoneo. Es caracterizado por Homero, en la Odisea, como el mejor bailarín de los feacios junto con su hermano Laodamante.
Cuando Odiseo arribó a Esqueria tras el naufragio de su nave en las turbulentas tempestades de Poseidón, fue guiado por Nausícaa desde la playa al palacio de Alcínoo, quien decidió ayudarlo a reanudar el viaje a su patria brindándole un bajel y cincuenta tripulantes. Antes de la partida, Alcínoo organizó una asamblea entre los feacios, un banquete en reconocimiento al extranjero y una jornada de juegos como forma de que «pueda el huésped contar a los suyos, cuando vuelva a su hogar, la ventaja que a todos sacamos en luchar con el cuerpo y los puños y en salto y carrera». Habiendo demostrado al fin Odiseo que nada tenía que envidiar a los feacios en los mencionados juegos, Alcínoo organizó un baile que, protagonizado por Laodamante y Halio, maravilló a Odiseo. Éste, dirigiéndose a Alcínoo, exclamó: «Prez y honor de tus gentes, Alcínoo, señor poderoso, anunciaste no haber bailadores iguales a éstos; a la vista quedó y el asombro me embarga al mirarlo».   